# Руйву
Ру́йву, або гора Руйву (порт. Pico Ruivo, «пік Руйву») — найвища гора острова Мадейри (Португалія), висота — 1862 метрів. Знаходиться на території муніципалітету Сантани, у його південній частині.
Є третьою найвищою вершиною Португалії, після Піку (острів Піку, Азорський архіпелаг) та Серра-да-Ештрела (континентальна частина країни); та найвищою в Автономному регіоні Мадейри.
В перекладі з португальської мови назва вершини означає «пік рудий».
Рослинність переважно трав'яна, з папоротеподібними, лишайниками та мохами. Серед птахів частий дрізд чорний, зяблик, а також Regulus madeirensis родини королькових.
Вершина є популярним об'єктом туризму цілий рік. Розташована відносно близько до Піку-ду-Аріейру (1818 м), разом з яким є частиною гірського маршруту «Піку-ду-Аріейру—Піку-Руйву», загальна довжина якого становить 5,6 або 7 км і займає 3 або 3,5 години за нормальних умов залежно від обраного варіанту маршруту (рекомендується лише для досвідчених).

## Зображення

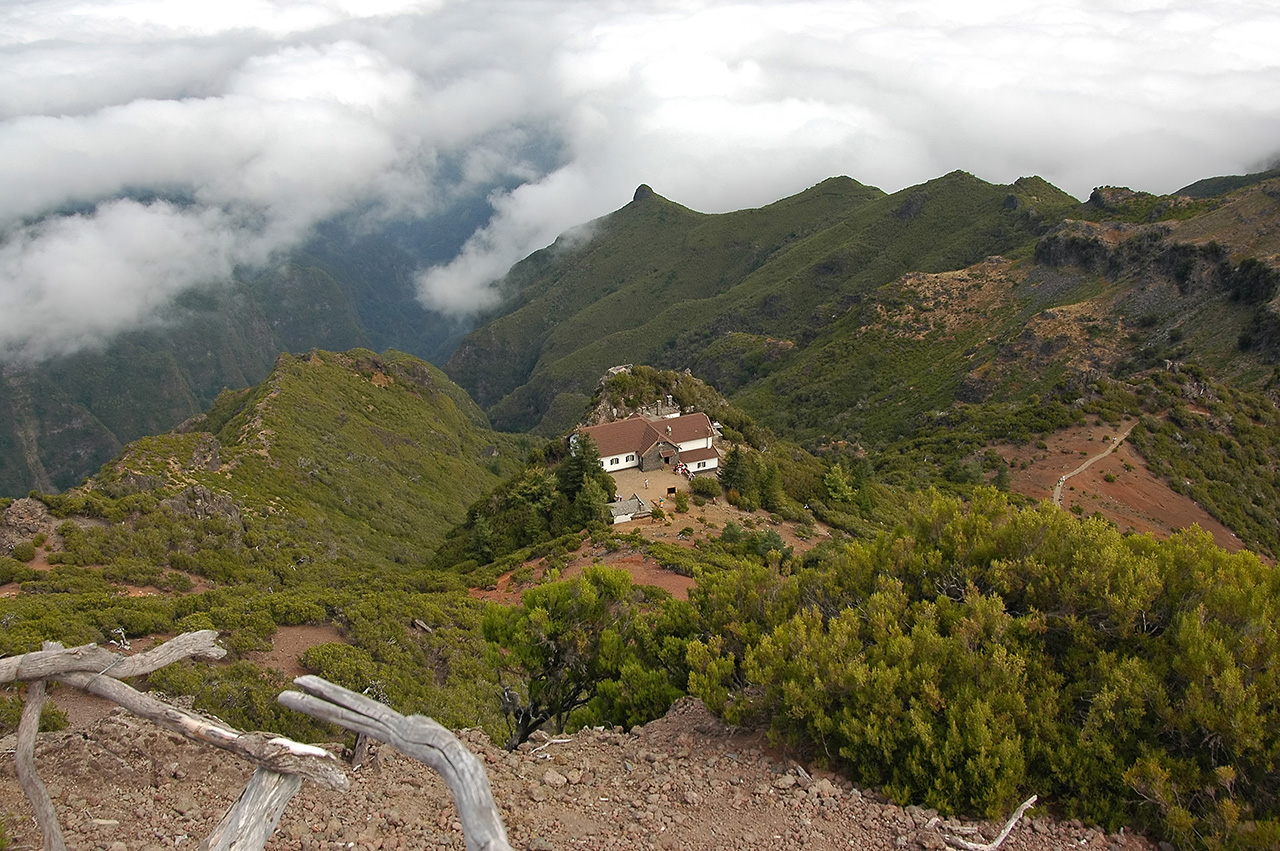
Вигляд на будинок
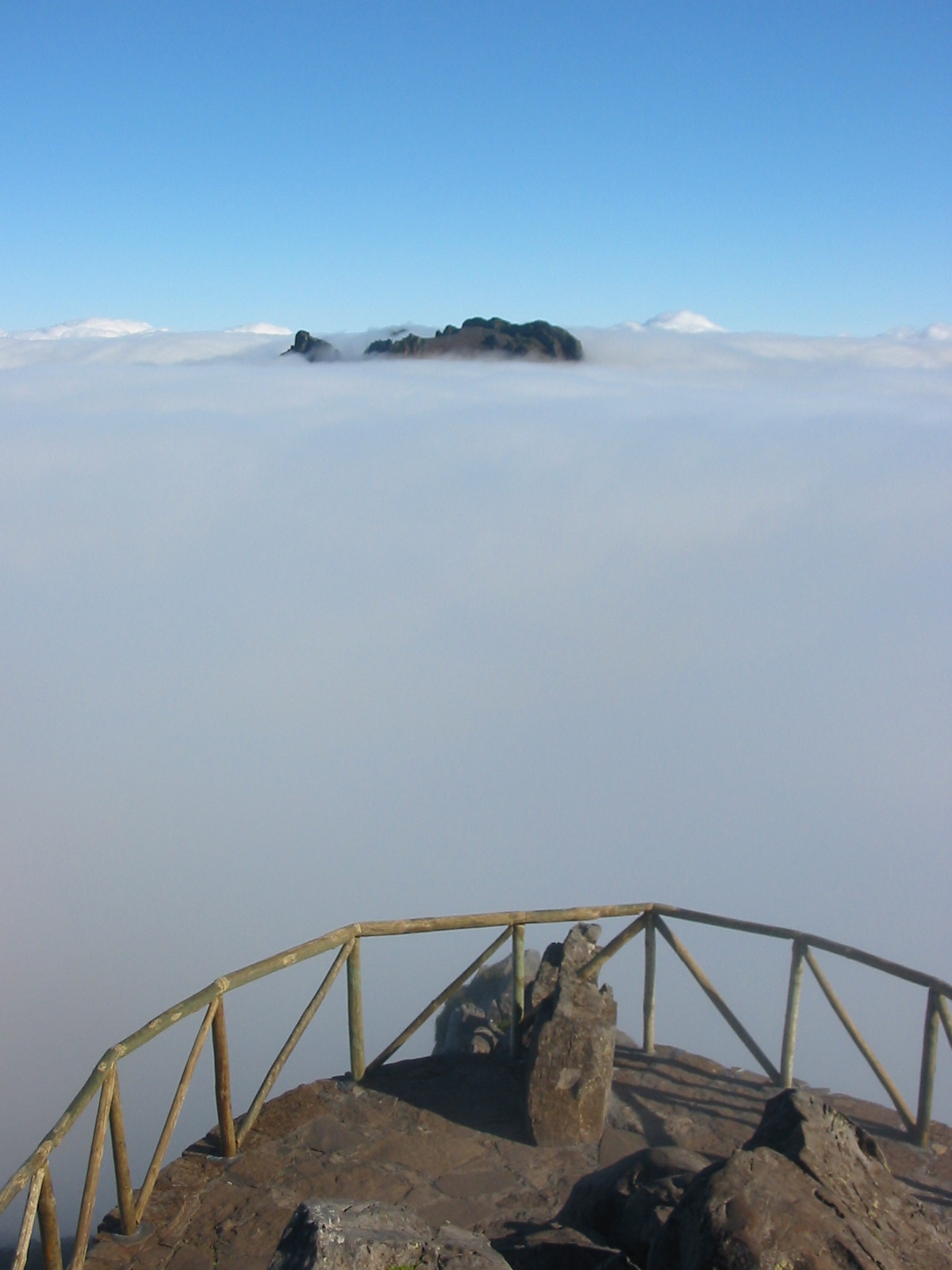
Вигляд з сусідньої вершини Піку-ду-Аріейру
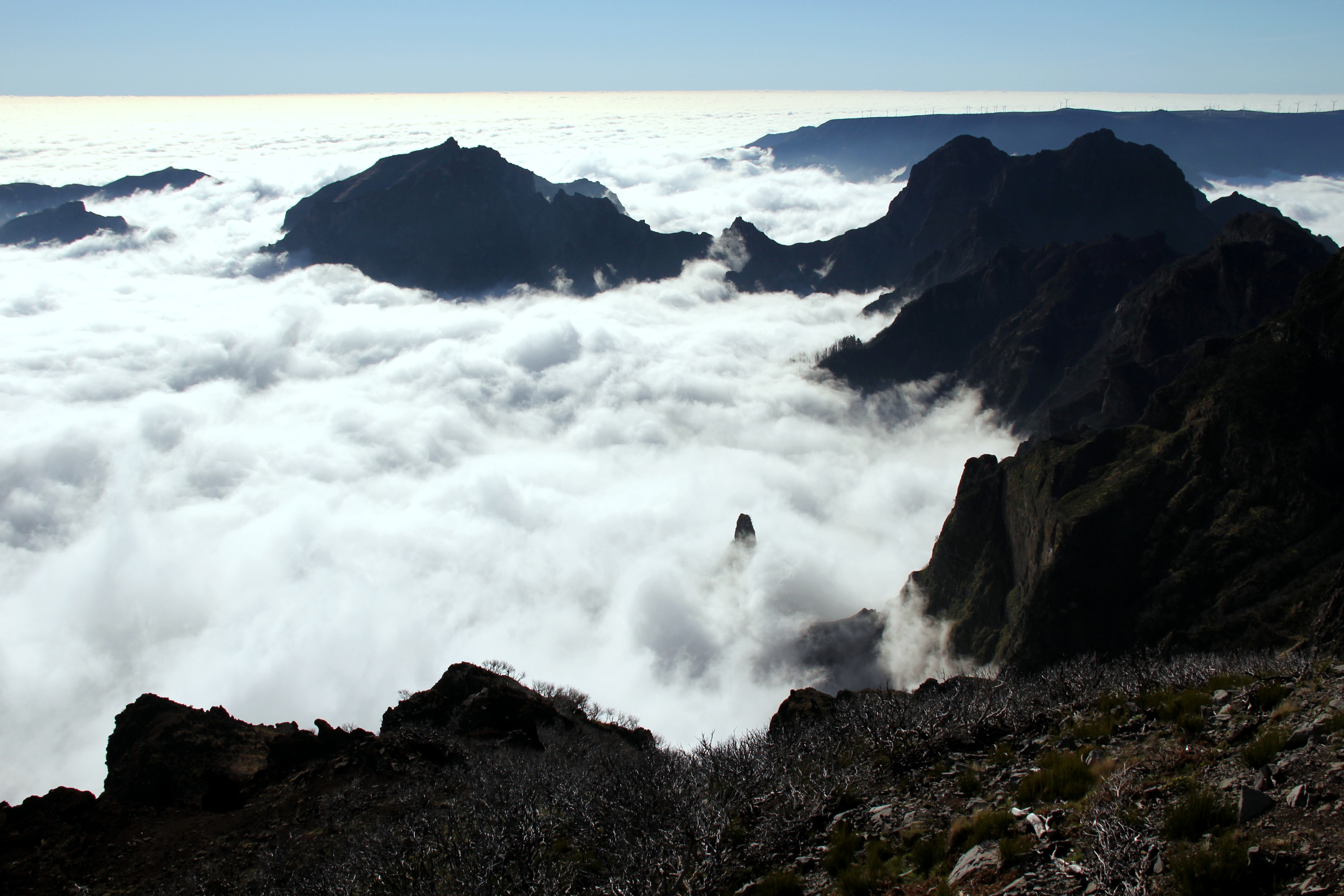